# Charlotte Geer
Charlotte Geer   (Greenwich, 13 de novembre de 1957), també coneguda com a Carlie Geer, és una remadora estatunidenca, ja retirada, que va competir durant les dècades de 1970 i 1980. És germana de la també remadora Judy Geer.
El 1980 es classificà per disputar els Jocs Olímpics de Moscou, però el boicot promogut pels Estats Units ho impedí. El
1984 sí va poder prendre part en els Jocs Olímpics d'Estiu de Los Angeles, on va guanyar la medalla de plata en la prova del scull individual del programa de rem.